# Англо-Русское Максимовское общество
Петроградское агентство англо-русского максимовского нефтепромышленного общества с ограниченной ответственностью — англо-русская компания. Штаб-квартира компании располагалась в Лондоне.

## История
Основателями Англо-русского Максимовского общества были капиталисты Максимовы. Они владели шахтами, лесопильные фабриками, металлургическими заводами по производству стальных канатов в Ростове-на-Дону, Царицыне и Донецком угольном бассейне. В 1894 г. П. Р. Максимов начал бурение нефтяных скважин в Грозненском нефтеносном районе на Терском хребте.
Английское акционерное общество начало свою деятельность в 1901 году. Обязательства его деятельности в России утверждены 3 июля 1900 года. Общество было основано для разработки арендуемых «Первым Грозненским нефтепромышленным товариществом» нефтеносных земель, находящихся на участках станиц Грозненской и Ермоловской Терской области, а также для обслуживания нефтепровода от этих участков к станции Грозной Владикавказской железной дороги. Уставной акционерный капитал компании составлял 400 тысяч фунтов стерлингов. В 1913 году большую часть акций товарищества выкупило в собственность «Петроградско-Грозненское нефтепромышленное акционерное общество». Позже, в 1916 году правление компании приняло решение о прекращении деятельности Англо-русского Максимовского товарищества путем слияния его с Петроградско-Грозненской компанией. Ведение делами товарищества осуществляло правление, находившееся в Лондоне. Ответственное представительство находилось в Петрограде (Захарьевская, 23). Руководящим агентом и директором распорядителем его был Г. Г. Кянджунцев, назначенный по совместительству директором-распорядителем и Петроградско-Грозненского общества. С установлением Советской власти в России имущество предприятия было конфисковано в пользу государства на основании декрета Совнаркома «О национализации нефтяной промышленности» от 20 (7) июня 1918 года.